# Aleksandr Czakowski
Aleksandr Borisowicz Czakowski (ros. Алекса́ндр Бори́сович Чако́вский, ur. 13 sierpnia?/26 sierpnia 1913 w Petersburgu, zm. 17 lutego 1994 w Moskwie) – radziecki pisarz i dziennikarz, Bohater Pracy Socjalistycznej (1973).

## Życiorys
Początkowo pracował jako monter, a od 1937 jako krytyk literacki, 1938 ukończył Instytut Literatury im. M. Gorkiego, później aspiranturę Moskiewskiego Instytutu Historii, Filozofii i Literatury. Od 1941 był członkiem WKP(b) i Związku Pisarzy ZSRR, podczas II wojny światowej był korespondentem wojennym Frontu Wołchowskiego i 3 Nadbałtyckiego, przebywał m.in. w rejonie blokady Leningradu; wydał trylogię o ludziach Leningradu: „Eto było w Leningradie” (1944), „Lida” (1945) i „Mirnyje dni” (1947). W 1949 wydał powieść „U nas uże utra” (1949), w latach 60 pracował nad powieścią „Blokada”, 1955 został redaktorem naczelnym pisma „Inostrannaja litieratura”, a 1962–1988 „Literaturnej gaziety”. W 1962 został sekretarzem Związku Pisarzy ZSRR, 1966–1989 był deputowanym do Rady Najwyższej ZSRR, 1986–1990 członek KC KPZR. Pochowany na Cmentarzu Kuncewskim w Moskwie.

## Odznaczenia i nagrody
- Medal Sierp i Młot Bohatera Pracy Socjalistycznej (24 sierpnia 1973)
- Order Lenina (czterokrotnie)
- Order Rewolucji Październikowej
- Order Wojny Ojczyźnianej I klasy (11 marca 1985)
- Order Czerwonego Sztandaru Pracy (dwukrotnie - 1963 i 25 sierpnia 1988)
- Order Czerwonej Gwiazdy (15 lutego 1944)
- Nagroda Leninowska (1978)
- Nagroda Stalinowska (1950)
- Nagroda Państwowa ZSRR (1983)
- Nagroda Państwowa RFSRR (1980)